# جليكيريا
جليكيريا (ولدت في 16 نوفمبر 1953 في أجيو بنيفما، سيريس) هي مغنية يونانية نشطة في اليونان وقبرص، بينما اكتسبت شهرة أيضًا في فلسطين وفرنسا وتركيا وإسبانيا وإنجلترا. امتدت حياتها المهنية لأكثر من 30 عامًا وتميزت بالعديد من الإصدارات المتعددة.
في 14 مارس 2010، صنفت جليكيريا كثالث أعلى فنانة معتمدة في عصر الفونوغرافيا في البلاد (منذ 1960).